# Микулинский (герб)
Микулинский (пол. Mikulinski) — польский дворянский герб.
Описанное знамя принадлежало русским князьям Микулинским, бывшим в Литве.

## Описание
В голубом поле одна на другую положенные три буквы М, означенные золотом или серебром, а на верхней из них водружен крест. На шлеме пять страусовых перьев.

## Герб используют
13
Mikosz, Mikuleński, Mikuliński, Miltan, Miłejko, Miłtan, Miniat, Mioduszewski, Misiewicz, Missiewicz, Mitkiewicz, Mitowicz, Motowicz